# Élections législatives mauriciennes de 1976
Les élections législatives mauriciennes de 1976 est une élection se déroulant à Maurice le 23 décembre 1976. Première élection législative depuis l'indépendance (1968), elle intervient neuf ans après la précédente (1967) alors même qu'elle aurait dû se tenir en 1972 en théorie. L'élection de 1972 avait finalement été annulée par la coalition travailliste au pouvoir en raison d'instabilités politiques. Le pays est secoué l'année précédente par les émeutes étudiantes de 1975.
Le mouvement militant mauricien remporte le plus de sièges, mais un gouvernement de coalition est finalement formé par le parti de l'indépendance  et le parti mauricien social démocrate. Si 400 personnes représentant 31 partis politique se présentent au scrutin, seuls trois partis obtiennent au moins un siège.

## Système électoral
Vingt circonscription sur l'île principale élisaient trois sièges du parlement chacune. Rodrigues élisait deux sièges. Enfin huit sièges désignés par la commission électorale devaient favoriser la représentativité de toutes les minorités ethniques  selon le système dit du "best loser".
Le taux de participation a été de 88%.

## Résultat final
- mouvement militant mauricien : 34 sièges dont 4 via le système "best loser".
- parti de l'indépendance : 28 sièges dont 3 via le système "best loser".
- parti mauricien social démocrate : 8 sièges dont 1 via le système "best loser".